# 李明远 (1983年)
李明远（1983年10月25日—），男，汉族，甘肃兰州人，中国企业家，曾任百度副总裁，移动服务事业群组总经理。E-Staff（百度核心管理团队）成员。2004年加入百度，他还担任过百度贴吧产品经理、电子商务事业部总经理、百度公司移动•云事业部总经理等职。获中国传媒大学文学学士学位，中欧国际工商学院工商管理学硕士学位。

## 生平
2001年，李明远考入中国传媒大学，专业为广播电视编导。大学期间，李明远担任“一塌糊涂BBS”站务，网名vitamin。2004年在时任百度副总裁俞军的邀请下，李明远加入刚刚成立的百度贴吧团队实习，成为百度贴吧首位产品经理。2004年-2007年，他主导完成了百度贴吧、百度知道、百度百科等社区类产品的设计，同时组建并负责用户产品市场部及在线产品管理部。2007年，李明远成为百度历史上第一个独立事业部——电子商务事业部总经理，负责旗下百度有啊和百付宝等业务。
2010年离开百度就读中欧国际工商学院，期间加盟UC Web北京任产品副总裁，负责设计新的移动互联网SNS平台—UC天堂并管理公司多项业务
2011年底，他重回百度，担任百度移动•云事业部高级总监。2012年2月，晋升为百度公司移动•云事业部总经理。2013年7月，出任百度公司副总裁，成为百度历史上最年轻的副总裁；同年，被财富杂志评选为“2013中国40岁以下的商界精英”，并获得《南方人物周刊》2013年度魅力人物——移动之魅”称号
2014年7月，李明远晋升为E-Staff成员，正式进入百度最高决策层
2016年11月，被指出参与公司某收购项目中，与被收购公司负责人有私下巨额经济往来，引咎辞职。